# Omloop Het Volk 1965
L'Omloop Het Volk 1965, ventesima edizione della corsa, fu disputato il 2 marzo 1965 per un percorso di 194 km. Fu vinto dal belga Noël De Pauw.

## Ordine d'arrivo (Top 10)
| Pos. | Corridore              | Squadra      | Tempo    |
| ---- | ---------------------- | ------------ | -------- |
| 1    | Noël De Pauw           | Solo-Superia | 5h23'00" |
| 2    | Marcel Van Der Bogaert | Dr. Mann     | a 1'17"  |
| 3    | Jos van der Vleuten    | Flandria     | s.t.     |
| 4    | Jozef Huysmans         | Dr. Mann     | s.t.     |
| 5    | Jan Janssen            | Pelforth     | s.t.     |
| 6    | Guido Reybrouck        | Flandria     | s.t.     |
| 7    | Piet Rentmesteer       | Amstel Bier  | s.t.     |
| 8    | Ludo Janssens          | Pelforth     | s.t.     |
| 9    | René Van Meenen        | Wiel's       | s.t.     |
| 10   | Roger Baguette         | Solo-Superia | s.t.     |